# 大沢 (仙台市泉区)
大沢（おおさわ）は、宮城県仙台市泉区の町丁。郵便番号は981-3137。人口は263人、世帯数は181世帯（2022年1月1日現在）。現行行政地名は大沢一丁目から大沢三丁目であり、住居表示は未実施。
同市青葉区にも大沢と呼ばれる地区があり、混同を避けるため泉大沢（いずみおおさわ）との名称が積極的に用いられる。

## 概要
泉区北東部、東北自動車道泉IC北に隣接する地域で、国道4号とも近接する。商業・工業施設が立地する地区となっている。鹿島建設が仙台泉インターシティ（せんだいいずみインターシティ）として造成・分譲。総開発面積は92.4ha。
立地を活かした企業の物流拠点の立地や、大規模商業施設の集積がみられる。

## 歴史
- 1995年 - 造成開始。
- 2008年 - 造成完了。

## 主な施設
1丁目
- 楽天イーグルス泉練習場
- イオンタウン仙台泉大沢

2丁目
- 佐藤製薬 仙台物流センター
- 竜泉寺の湯 仙台泉店
- 蔦屋書店 仙台泉店 - TSUTAYA系列日本最大店舗[7]
- ケーズデンキ 仙台北店

3丁目
- 東京エレクトロン テクノロジーセンター仙台
- ヤマト運輸
  - 東北支社
  - 宮城主管支店
  - 宮城サービスセンター

その他、ヤマトグループ関連会社の支店・事業所等
- ホームセンタームサシ 仙台泉店

## 学区
小学校
- 仙台市立泉ヶ丘小学校[8]

中学校
- 仙台市立将監東中学校[8]